# Sándor Mátrai
Sándor Mátrai (nascut Sándor Magna, 20 de novembre de 1932 - 30 de maig de 2002) fou un futbolista hongarès de la dècada de 1960.
La major part de la seva carrera la passà al Ferencvárosi TC. Fou 81 cops internacional amb la selecció d'Hongria, amb la qual disputà la Copa del Món de futbol de 1958, 1962 i 1966, i l'Eurocopa de 1964.